# Joé Descomps-Cormier
Joé Descomps-Cormier, född 18 januari 1869 i Clermont-Ferrand, Frankrike, död 24 april 1950 i Paris, var en fransk skulptör, juvelerare och guldsmed, samt ledande företrädare för konstformen art déco i Frankrike.

## Biografi
Joé Descomps-Cormier fick sin tidiga utbildning hos Falguière under gravör och metalldesigner Louise-Auguste Hiolin.. 
1883 blev Descomps medlem av franska konstnärsföreningen och 1898 hade han blivit en framträdande konstnär och fått ett hedervärd omnämnande för flera verk på Salon des Artistes Français. Mellan åren 1891 och 1937 ställde han ut på denna årliga utställning i Paris där han belönades med flera medaljer (1921, andrapris 1925, förstapris 1928). Descomps flyttade år 1900 sin ateljé på 399 Rue des Pyrénées till 37 Rue du Moulin-Vert. 1908 deltog han i en utställning med titeln "Precious Head Ornaments" på Paris modemuseum i Palais Galliera. 
Descomps blev på 1920-talet en ledande företrädare för konstformen Art déco i Frankrike och särskilt omtyckt för sina statyetter av nakna flickor som präglas av glamour och livsglädje.
Genom ett dekret utnämndes Descomps 1929 till Riddare av Franska Hederslegionen..

## Verk
- Bacchantes, två nakna dansande menader, Salon des artistes français 1903.
- Marie de Padilla, naken staty, Salon des artistes français 1905. (Maria de Padilla (1334-1361), var älskarinna till kung Pedro I av Kastilien)
- Médaille d'infirmière de la Croix-Rouge, guld, 1914-1919, Musée des Hospices civils de Lyon.
- Torse de femme, vers 1926, stenstaty, Musée d'art et d'industrie André Diligent, Roubaix.
- Danaïde ou Femme à l'amphore, 1926, marmor, Musée d'art moderne de la Ville de Paris.
- Femme nue, terre cuite, Musée des beaux-arts de Bordeaux.
- Faune et Bacchante, terre cuite, Musée des beaux-arts de Bordeaux.
- Femme avec guirlande de fleurs, terre cuite, Musée des beaux-arts de Blois.